# Église Notre-Dame d'Autheuil
Pour les articles homonymes, voir Église Notre-Dame.
L'église Notre-Dame est une église catholique située à Autheuil, en France.

## Localisation
L'église est située dans le département français de l'Orne, sur la commune d'Autheuil, à 2,5 km au sud-est de Tourouvre.

## Historique
La construction de cet édifice roman est estimée au début du XIIe siècle. La voûte a été décorée à la Renaissance.
L'édifice est classé au titre des monuments historiques en 1875.

## Architecture
Précieux témoignage de l’architecture romane, et classée monument historique depuis 1873, cette église, dès qu’on en franchit le seuil, s’impose comme un lieu hors du temps. Par l’harmonie des proportions, la pierre ici devient lumière, et crée un espace ordonné pour le recueillement et la prière.
La nef ornée de chaque côté par une rangée d’arcs géminés, éclairée par des fenêtres haut placées, entourées de colonnettes, conduit le regard vers l’arc du transept, reposant sur des chapiteaux sculptés et des piliers à colonnes, et vers le chœur.
Toute simple dans ses vêtements colorés, la statue de Notre-Dame d’Autheuil, du XVI°, tenant l’enfant Jésus, nous accueille au fond de l’abside arrondie. On pense aux vers de Paul Claudel : « Je suis à ses pieds et je prie. Mais elle, on ne peut pas dire qu’elle me regarde ou qu’elle m’écoute. Elle réfléchit. Comme on dit qu’une eau calme et pure réfléchit. » 
Il faut un moment de silence pour s’imprégner du calme de ce lieu, avant d’en découvrir les nombreux détails intéressants que cette brève notice ne permet pas de passer en revue. 
Les travaux de restauration ont permis de dégager les arcades de l’abside en cul-de-four et, sur la voûte, un décor peint d’entrelacs, qui date du XIV° la porte ouvrant sur la sacristie étant Renaissance.. Saviez-vous qu’en déplaçant l’autel, en 1975, on a découvert un petit trésor de pièces de monnaie des XIV°s. et XV°s., en argent, cachées là quand les Anglais occupaient le Perche durant la guerre de Cent Ans ? 
Ce qui mérite d’être examiné avec le plus d’attention, c’est l’art et la variété des motifs ornant les très beaux chapiteaux des piliers, au carré du transept soutenant la tour du clocher : feuillages stylisés, têtes de monstres, personnages (dont un couple évoquant Adam et Ève chassés du paradis terrestre), comme aussi les petits chapiteaux de la nef. Il ne faut pas manquer de faire le tour de l’église pour admirer l’appareillage des murs, les modillons sculptés sur la corniche de l’abside, et la vue très étendue sur les alentours. 